# フランク・ミュラー

メーカーロゴ

フランク・ミュラー（Franck Muller ）とは、
1. “ブレゲの再来”と称されるスイスの時計師（1958年7月11日（66歳））
2. 1.が創業した腕時計メーカー、およびそのブランド

である。

## 経歴
スイス、ヌーシャテル州ラ・ショー＝ド＝フォンでスイス人の父とイタリア人の母の間に生まれ、10代の頃から骨董品や古い機械式時計に魅せられた。
1975年、ジュネーブ時計学校（Ecole d'horlogerie de Genève ）に入学、3年以内に履修する単位を1年で修得し、卒業前から彼の卓越した技術は注目されていた。当時は卒業時にロレックスが1本分のパーツを与えて自分で組み上げるというのが卒業検定のひとつとして存在したが、そのパーツにモジュールを追加し、永久カレンダーにした（ただし、そのモジュールを製作した時計師は他にも数多くいるので、彼だけが非常に優れていたというわけではない）。同じ部屋で共に学んでいたアントワーヌ・プレジウソとともに時計学校を首席で卒業した。
卒業後は主にオーダーメイドでの時計製作で自己資金を貯め、製作場所はパン工房の2階を改築して行っていた。
独立時計師アカデミー会員となり、スヴェン・アンデルセンのもとでコレクターや博物館から依頼されたパテック・フィリップなどの数多くのマスターピースの修復作業を行う一方で独自の創作活動も続け、毎年のように複雑時計を発表している。スイスのジュネーヴ在住。

## メーカー
1991年11月、ジュエラーかつケースメーカーだったヴァルタン・シルマケスと意気投合しテクノウォッチを設立、フランク・ミュラーブランド製品の製造を始めた。当初は全数自社制作で高級時計メーカーとして知られるようになったが、1994年からベースムーヴメントにエタ製品も使用している。また、一部にはクオーツムーブメントも使用している。
1998年にフランク・ミュラー・ウォッチランドに社名変更し、S.I.H.H.（ジュネーブサロン）を離脱して独自の時計展示会W.P.H.H.（The World Presentation of Haute Horlogerie ）を開催した。現在はピエール・クンツ、ヴァルタンの息子サスーンが設立したクストス、イギリスの宝飾品メーカーバックス&ストラウスを初めとする複数のブランドを所持するフランク・ミュラーウォッチランドグループとして運営している。それに伴い、アカデミーからは脱退した。
だが企業としての急激な拡張のためにフランク自身が経営に関わらざるを得なくなった結果、組織内で不協和音が生じ、2003年にシルマケスとフランクとの確執が生じたが2006年に和解にこぎつけた。現在ではシルマケスがCEOとなり、開発チームを二つに分けることによりフランクが時計開発に専念できるようになっている。
特徴としては複雑時計の他に、アンティーク腕時計に用いられていた「ビザン数字」を用いた文字盤、曲線を帯びた樽型の「トノー・カーベックス」などの独創的なケースなどが挙げられる。この他に「ラウンド・ヴィンテージ」などのように古典的なブレゲ数字を用いた時計もラインアップしている。このように、アンティーク時計の修理で培った知識と技術に基づくデザインを自作に取り入れている。ただし、商品が非常に高額にもかかわらず、独立系であるために人員・部品に限りがあることを理由として並行輸入品のオーバーホールを認めないなどの問題が指摘されている。

### ブランド
フランク・ミュラーの他に展開しているブランドは以下の通りである。
- ピエール・クンツ:専らレトログラードの時計を製造している。
- ヨーロピアン・カンパニー・ウォッチ:アール・デコ様式による腕時計を製造。
- バックス&ストラウス（英語版）:1789年創業のロンドンのダイヤモンドメーカー。フランク・ミュラーとのコラボレーションにより、ダイヤモンドを組み合わせた腕時計を製造。
- マーティン・ブラウン:同名のドイツの時計師（1964年カールスルーエ生まれ）による時計ブランド。2000年に参加するが、ブラウン自身は翌年にグループを去り、「アントワーヌ・マーティン」、「N・B・イェーガー」という2つのブランドを展開している。天文学が好きなブラウンの趣味を反映し、日の出、日の入りなど天文現象を表示した時計を製造している。
- ロドルフ:1989年創業の複雑時計製造メーカー。2005年にグループへ加入。
- バルトレー:1930年創業のフランスの時計メーカー。2007年にグループへ加入。
- クストス:バルタン・シルマケスの息子サスーン・シルマケスとアントニオ・テラノヴァが2005年に創業。トノー型の複雑時計を手がける。
- フランク ミュラー フューチャー フォーム:トレードマークのビザン数字をあしらった国産の家具、食器、テーブルクロスなどを手がける。

## 主な製品
- フランク・ミュラー初のトゥールビヨン腕時計（1986年） - 新構造のトゥールビヨン、ジャンピングアワー機能付き、レギュレーター・タイプ文字盤。
- フリーオシレーション・トゥールビヨン、ミニッツリピーター（1987年） - トゥールビヨンとミニッツリピーター機能を持つ。ムーブメントのパーツにはエンパイア・スタイルの装飾が施され、スケルトン加工の文字盤を通じてその姿を見ることができる。設計に2年掛かり、数百個のパーツが使用された。
- リバース・トゥールビヨン、ミニッツリピーター、パーペチュアルカレンダー（1989年） - 1点製作。研究に2年、数百個のパーツが使用された。
- スプリットセコンド・クロノグラフ、トゥールビヨン（1990年） - 1点製作。設計に16か月掛かり、数百個のパーツが使用された。
- ミニッツリピーター、ワールドタイム（1990年）
- ダブルフェイス・モノプッシャー・クロノグラフ、ワールドタイム（1991年） - 表側の文字盤は通常の時、分、秒を表示し回転ベゼルの位置によって第二タイムゾーンが表示される。裏側に配された二つ目の文字盤はパルスメーター。
- キャリバー92（1992年） - 1点製作。グランドおよびプチソヌリー、ミニッツリピーター。2100年までプログラムされたパーペチュアルカレンダーは日付と曜日、レトログラード式の12か月名と各月の均時差を表示し、閏年の周期、24時間、ムーンフェイズ、さらに時計内部の温度表示計を備えている。プラチナ950のブロックを加工したエンパイア・スタイルのケースに収められている。
- トゥールビヨン、スピリットセコンド・クロノグラフ、パーペチュアルカレンダー（1992年） - 1点製作。最も複雑とされる3大機構を統合した複雑時計。完成まで14ヶ月かかった。
- ダブルフェイス・クロノグラフ（1992年） - 表側の文字盤は時、分、秒表示とタキメーター・スケール、裏側の文字盤はテレメーター、パルスメーター、タキメーターの各機能が配置されている。特許を取得した。
- キャリバー93（1993年） - スプリットセコンド・クロノグラフ、ミニッツリピーター、日付と曜日、レトログラード式の12か月と各月の均時差を表示するパーペチュアルカレンダー、閏年の周期、24時間、ムーンフェイズ、時計内部の温度表示計を統合する。
- リピーター作動インジケーター付きミニッツリピーター（1993年） - 特許を取得した。文字盤のレトログラード針によってリピーター機能の作動状況が一目で分かる。
- ダブル・ジャンピングアワー、カレンダー（1994年） - 文字盤上の12時の位置に設けられた小窓とその下のダイヤルによって二つのタイムゾーンの時刻を表示。2つの時刻表示は60分経過すると同時にジャンプする。6時位置にはスモールセコンド、デイト表示。特許登録されている。
- クロノグラフ、レトログラード式月別均時差表示付きパーペチュアルカレンダー（1994年） - クロノグラフ、パーペチュアルカレンダー、レトログラード式の針で12か月名を表示。この針で1月から6月に特に顕著な差が現れる均時差表示を加える。
- キャリバー94（1994年） - 作動インジケーター付きミニッツリピーター、レトログラード式月別均時差表示付きパーペチュアルカレンダー、フランク・ミュラー特許のトゥールビヨン、レトログラード秒針、時計内部の温度表示針などの多岐にわたる複雑機構をコンパクトなサイズで実現した。1点製作。プラチナ950のブロックから作り出され、時計全体で350個を超えるパーツを使用している。研究開発には3年以上が費やされた。
- ミニッツリピーター、レトログラード式月別均時差表示付きパーペチュアルカレンダー、トゥールビヨン（1995年） - フランク・ミュラー特許のトゥールビヨンと、フランク・ミュラー特許の作動インジケーター付きのミニッツリピーター、レトログラード式月別均時差表示付きパーペチュアルカレンダー機能を持つ複雑時計。
- キャリバー95（1995年） - フランク・ミュラー特許のトゥールビヨン、スプリットセコンド・クロノグラフ、センター時針・分針、秒針・日付と曜日、レトログラード式12か月名と各月の均時差を表示するパーペチュアルカレンダー、閏年の周期表示、24時間ムーンフェイズ、時計内部の温度表示などの機能を備えている。1点製作。ダブルフェイス。
- キャリバー96（1996年） - 完全にダブルフェイスになった腕時計の両面にミニッツリピーターを配した世界初のモデル。それぞれに独立したミニッツリピーターが搭載され、使用者が選んだ都市や地域の時刻を時・15分・分単位で打ち鳴らす。
- ミニッツリピーター、インペリアル・トゥールビヨン（1996年） - 1995年に発表したこのモデルに再び取組み、ラウンド型以外の時計で初めて作動インジケーター付きミニッツリピーターをトゥールビヨンに組み合わせる。トゥールビヨンを裏返しにし、ミニッツリピーターの作動機構を交錯させ、これらの文字盤に開けられた窓から見えるようにした。
- マスターバンカー（1996年） - 1個の自動巻きムーブメントで3つの異なるタイムゾーンを時針と分針で表示する機構を備えている。各時刻の調整や設定はリュウズひとつで行える。特許登録されている。フランクの友人の銀行家の要望がきっかけで誕生した。
- キャリバー97（1997年） - 1点製作。グランドソヌリ、プチソヌリー、ミニッツリピーター、パーペチュアルカレンダーが一体化されている。
- エンデュランス24自動巻きスピリットセコンド・クロノグラフ（1997年） - 世界で初めて24時間表示の自動巻きムーブメントでスプリットセコンド・クロノグラフを実現。1997年にオフィシャル・タイムキーパーに選ばれたル・マン24時間レースのイメージを現す。
- RMQPCR（1997年） - ミニッツリピーター、パーペチュアルカレンダー、モノプレッシャースピリットセコンド・クロノグラフ、ダブルフェイス・クロノグラフを1個の腕時計に集約し、世界初となる。
- 世界最小のトゥールビヨン・ムーブメント（1998年） - 直径19.15mmという世界最小のトゥールビヨン・ムーブメントの開発に成功し世界記録を樹立する。ムーブメントは全体にダイヤモンドをセットした卵のようなフォルムのような宝飾時計の心臓部に組み込まれ、卵の上面に配されたガラスを通して時・分を読み取ることができる。
- マスターシティー（1998年） - 小窓に表示されるジャンピングアワーによって第二タイムゾーンの時刻や世界の14都市を選択できる機能が読み取れる世界初の腕時計。
- キャリバー98（1998年） - 1点製作された完全なダブルフェイス・ウォッチ。一方の文字盤には全面ダイヤが敷き詰められ、針がなく、1枚の回転ディスクによって時刻が表示される。もう一方の文字盤は、フランク・ミュラー独自の発明によるルーレットが配される。グランドソヌリ、プチソヌリー、ミニッツリピーターの機能も組み込まれている。
- マスターバンカー・クロノグラフ（1999年） - 独立して時刻を設定できる3つのタイムゾーン表示機能と、時間計測が可能なクロノグラフ機能が統合されている。マスターバンカー機能を作動させる部分にはまったく接触せずに、クロノグラフ機能を使用する複雑時計。
- キャリバー99（1999年） - 1点製作。プラチナ製の完全ダブルフェイス・ウォッチ。一方の文字盤には、ダブルミステリーとして現在特許登録されている発明が組み込まれている。針を用いずに2枚の回転ディスクによって時間と分をそれぞれ読み取る初の機構。グランドソヌリ、プチソヌリー、ミニッツリピーター、パーペチュアルカレンダー機能を組み込む。
- ヴェガス（1999年） - リュウズに同軸に組み込まれたプッシュボタンを押すとルーレット用の針を動かすことができる。このボタンから指を離すと針が止まる。ルーレット機能に加え、文字盤では通常の時針を表示する。
- キャリバー2000（2000年） - すべての表示がレトログラード方式という1点製作の完全ダブルフェイス・ウォッチを初めて発表。一方の文字盤では時、分、秒の各表示、もう一方の文字盤では曜日と日付がレトログラードで表示される。他にパーペチュアルカレンダー、グランドソヌリ、プチソヌリー、ミニッツリピーターが組み込まれている。
- ロングアイランド・ビーレトロ・セコンド（2000年） - 秒を2つレトログラード針によって表示する。第一の秒針は0から30秒までを、第二の秒針は30から60秒まで表示する。
- トゥールビヨン・レボリューション（2002年） - 左側のボタンを押すことでトゥールビヨン・ケージがサファイア・クリスタルの風防の近くまで上がり、その細部まで見ることができる。
- トゥールビヨン・レボリューション2（2003年） - ケージを水平と垂直の2方向に回転させることで、より地球の重力により生ずる制度の誤差を補正する。トゥールビヨンの回転と連動した2つのレトログラード針がそれぞれ8分、60秒を表示する。
- クレイジー・アワーズ（2003年） - 文字盤の数字は一見ランダムに配列されている[1]。
- トゥールビヨン・レボリューション3（2004年） - 世界初の三重軸式トゥールビヨン。お互いに垂直になるように固定された3つの軸を中心に3つのゲージが回転する。
- クレイジー・アワーズトゥールビヨン（2004年） - クレイジー・アワーズにトゥールビヨン機構を組み込んだ。
- エテルニタス（2006年） - トゥールビヨンにフランク・ミュラーをデザインしたブリッジを持ち、パーペチュアルカレンダーとも異なるグレゴリオ暦の400年周期を自動表示するエターナルカレンダー、1000年に1日しか修正の必要がないムーンフェイズ、レトログラード・デイト、曜日、月名表示、デイ&ナイトと組み合わせた24時間表示、均時差表示、スピリットセコンド・クロノグラフ、マスターバンカーを搭載。
- エテルニタス・メガ4（2007年） - エテルニタスにグランドソヌリとプチソヌリ、ミニッツリピーター機能を搭載した複雑時計。マイクロローターにより8日巻きを実現。シースルーバック。
- ヴァンガード（2014年） - 従来のトノー・カーベックスと異なり、ストラップを直接ケースへ挿入させることでラグを無くした。さらに、ビザン数字ではなく独自に設計した立体的なアラビア数字を文字盤に用いている。

＜ケース形状別コレクション＞
- トノウ・カーベックス
- ロングアイランド
- ラウンド
- コンキスタドール
  - コンキスタドールコルテス
  - コンキスタドールグランプリ
- マスタースクエア
- アールデコ
- ギャレ
- ハートトゥハート
- インフィニティー

＜デザイン別コレクション＞
- カサブランカ
- カラードリームス
- サンセット
- レリーフ

＜機能別コレクション＞
- マスターバンカー
- クレイジーアワーズ
- ヴェガス
- シークレットアワーズ

## 参考資料
- 「永久保存版【別冊付録】フランク・ミュラー完全読本」、『時計Begin 2012 AUTUMN』、2012年9月10日発売